# Álvaro González
Álvaro Rafael González Luengo (Montevideo, 29 oktober 1984) is een Uruguayaans voormalig voetballer die doorgaans speelde als middenvelder. Tussen 2003 en 2023 was hij actief voor Defensor Sporting, Boca Juniors, Club Nacional, Lazio Roma, Torino, Atlas Guadalajara, opnieuw Club Nacional, Defensor Sporting en La Luz. González maakte in 2006 zijn debuut in het Uruguayaans voetbalelftal en kwam uiteindelijk tot tweeënzeventig interlandoptredens.

## Clubcarrière
González speelde eerst bij Defensor Sporting in zijn geboorteplaats Montevideo en in 2007 verkaste de middenvelder naar Boca Juniors. Na twee jaar daar en eentje bij Nacional klopte Lazio Roma op de deur. In augustus 2010 ondertekende González in Rome een in eerste instantie driejarige verbintenis. In zijn eerste seizoen schipperde de Uruguayaan nog tussen de bank en de basis, maar vanaf de zomer van 2011 had hij drie seizoenen een basisplaats bij Lazio. Die raakte hij in het seizoen 2014/15 kwijt en hierop huurde Torino hem voor een halfjaar. Een jaar later werd González opnieuw voor een half seizoen verhuurd, ditmaal aan Atlas Guadalajara. In februari 2017 liet de middenvelder Lazio definitief achter zich, toen hij verkaste naar Club Nacional. Twee jaar later keerde González terug bij Defensor Sporting, waar hij tussen 2003 en 2007 ook al actief was. In januari 2022 vertrok hij weer, om in mei te tekenen voor La Luz. Eind 2023 besloot González op negenendertigjarige leeftijd een punt te zetten achter zijn actieve loopbaan.

## Interlandcarrière
González maakte zijn debuut in het Uruguayaans voetbalelftal op 30 mei 2006, toen er met 1–2 gewonnen werd van Libië. Hij begon in de basis en werd vijf minuten voor tijd gewisseld voor Walter Gargano. Zijn eerste doelpunt maakte hij op 2 september 2011 in een met 2–3 gewonnen wedstrijd tegen Oekraïne. In mei 2014 werd González door bondscoach Oscar Tabárez opgenomen in de selectie voor het wereldkampioenschap voetbal 2014. Op dat toernooi speelde hij alle wedstrijden van zijn land, waaronder de verloren achtste finale tegen Colombia.
| Interlands van Álvaro González voor Uruguay | Interlands van Álvaro González voor Uruguay | Interlands van Álvaro González voor Uruguay | Interlands van Álvaro González voor Uruguay | Interlands van Álvaro González voor Uruguay | Interlands van Álvaro González voor Uruguay | Interlands van Álvaro González voor Uruguay |
| №                                           | Datum                                       | Wedstrijd                                   | Uitslag                                     | Competitie                                  | Goals                                       |                                             |
| Als speler bij Defensor Sporting            | Als speler bij Defensor Sporting            | Als speler bij Defensor Sporting            | Als speler bij Defensor Sporting            | Als speler bij Defensor Sporting            | Als speler bij Defensor Sporting            | Als speler bij Defensor Sporting            |
| ------------------------------------------- | ------------------------------------------- | ------------------------------------------- | ------------------------------------------- | ------------------------------------------- | ------------------------------------------- | ------------------------------------------- |
| 1                                           | 23 mei 2006                                 | Uruguay – Roemenië                          | 2 – 0                                       | Vriendschappelijk                           |                                             |                                             |
| 2                                           | 30 mei 2006                                 | Libië – Uruguay                             | 1 – 2                                       | Vriendschappelijk                           |                                             |                                             |
| 3                                           | 18 oktober 2006                             | Uruguay – Venezuela                         | 4 – 0                                       | Vriendschappelijk                           |                                             |                                             |
| 4                                           | 7 februari 2007                             | Colombia – Uruguay                          | 1 – 3                                       | Vriendschappelijk                           |                                             |                                             |
| 5                                           | 17 oktober 2007                             | Paraguay – Uruguay                          | 1 – 0                                       | WK 2010 kwalificatie                        |                                             |                                             |
| 6                                           | 22 november 2007                            | Brazilië – Uruguay                          | 2 – 1                                       | WK 2010 kwalificatie                        |                                             |                                             |
| 7                                           | 6 februari 2008                             | Uruguay – Colombia                          | 2 – 2                                       | Vriendschappelijk                           |                                             |                                             |
| Als speler bij Boca Juniors                 |                                             |                                             |                                             |                                             |                                             |                                             |
| 8                                           | 20 augustus 2008                            | Japan – Uruguay                             | 1 – 3                                       | Vriendschappelijk                           |                                             |                                             |
| 9                                           | 6 september 2008                            | Colombia – Uruguay                          | 0 – 1                                       | WK 2010 kwalificatie                        |                                             |                                             |
| 10                                          | 14 oktober 2008                             | Bolivia – Uruguay                           | 2 – 2                                       | WK 2010 kwalificatie                        |                                             |                                             |
| Als speler bij Nacional                     |                                             |                                             |                                             |                                             |                                             |                                             |
| 11                                          | 14 november 2009                            | Costa Rica – Uruguay                        | 0 – 1                                       | WK 2010 kwalificatie                        |                                             |                                             |
| Als speler bij Lazio Roma                   |                                             |                                             |                                             |                                             |                                             |                                             |
| 12                                          | 8 oktober 2010                              | Indonesië – Uruguay                         | 1 – 7                                       | Vriendschappelijk                           |                                             |                                             |
| 13                                          | 23 juni 2011                                | Uruguay – Estland                           | 3 – 0                                       | Vriendschappelijk                           |                                             |                                             |
| 14                                          | 8 juli 2011                                 | Uruguay – Chili                             | 1 – 1                                       | Copa América 2011                           |                                             |                                             |
| 15                                          | 13 juli 2011                                | Uruguay – Mexico                            | 1 – 0                                       | Copa América 2011                           |                                             |                                             |
| 16                                          | 16 juli 2011                                | Argentinië – Uruguay                        | 1 – 1                                       | Copa América 2011                           |                                             |                                             |
| 17                                          | 20 juli 2011                                | Peru – Uruguay                              | 0 – 2                                       | Copa América 2011                           |                                             |                                             |
| 18                                          | 24 juli 2011                                | Uruguay – Paraguay                          | 3 – 0                                       | Copa América 2011                           |                                             |                                             |
| 19                                          | 2 september 2011                            | Oekraïne – Uruguay                          | 2 – 3                                       | Vriendschappelijk                           | 43'                                         |                                             |
| 20                                          | 11 oktober 2011                             | Paraguay – Uruguay                          | 1 – 1                                       | WK 2014 kwalificatie                        |                                             |                                             |
| 21                                          | 11 november 2011                            | Uruguay – Chili                             | 4 – 0                                       | WK 2014 kwalificatie                        |                                             |                                             |
| 22                                          | 15 november 2011                            | Italië – Uruguay                            | 0 – 1                                       | Vriendschappelijk                           |                                             |                                             |
| 23                                          | 29 februari 2012                            | Roemenië – Uruguay                          | 1 – 1                                       | Vriendschappelijk                           |                                             |                                             |
| 24                                          | 2 juni 2012                                 | Uruguay – Venezuela                         | 1 – 1                                       | WK 2014 kwalificatie                        |                                             |                                             |
| 25                                          | 15 augustus 2012                            | Frankrijk – Uruguay                         | 0 – 0                                       | Vriendschappelijk                           |                                             |                                             |
| 26                                          | 7 september 2012                            | Colombia – Uruguay                          | 4 – 0                                       | WK 2014 kwalificatie                        |                                             |                                             |
| 27                                          | 11 september 2012                           | Uruguay – Ecuador                           | 1 – 1                                       | WK 2014 kwalificatie                        |                                             |                                             |
| 28                                          | 12 oktober 2012                             | Argentinië – Uruguay                        | 3 – 0                                       | WK 2014 kwalificatie                        |                                             |                                             |
| 29                                          | 16 oktober 2012                             | Bolivia – Uruguay                           | 4 – 1                                       | WK 2014 kwalificatie                        |                                             |                                             |
| 30                                          | 14 november 2012                            | Polen – Uruguay                             | 1 – 3                                       | Vriendschappelijk                           |                                             |                                             |
| 31                                          | 6 februari 2013                             | Spanje – Uruguay                            | 3 – 1                                       | Vriendschappelijk                           |                                             |                                             |
| 32                                          | 22 maart 2013                               | Uruguay – Paraguay                          | 1 – 1                                       | WK 2014 kwalificatie                        |                                             |                                             |
| 33                                          | 26 maart 2013                               | Chili – Uruguay                             | 2 – 0                                       | WK 2014 kwalificatie                        |                                             |                                             |
| 34                                          | 11 juni 2013                                | Venezuela – Uruguay                         | 0 – 1                                       | WK 2014 kwalificatie                        |                                             |                                             |
| 35                                          | 16 juni 2013                                | Spanje – Uruguay                            | 2 – 1                                       | FIFA Confederations Cup 2013                |                                             |                                             |
| 36                                          | 20 juni 2013                                | Nigeria – Uruguay                           | 1 – 2                                       | FIFA Confederations Cup 2013                |                                             |                                             |
| 37                                          | 26 juni 2013                                | Brazilië – Uruguay                          | 2 – 1                                       | FIFA Confederations Cup 2013                |                                             |                                             |
| 38                                          | 30 juni 2013                                | Uruguay – Italië                            | 2 – 2                                       | FIFA Confederations Cup 2013                |                                             |                                             |
| 39                                          | 14 augustus 2013                            | Japan – Uruguay                             | 2 – 4                                       | Vriendschappelijk                           | 58'                                         |                                             |
| 40                                          | 6 september 2013                            | Peru – Uruguay                              | 1 – 2                                       | WK 2014 kwalificatie                        |                                             |                                             |
| 41                                          | 10 september 2013                           | Uruguay – Colombia                          | 2 – 0                                       | WK 2014 kwalificatie                        |                                             |                                             |
| 42                                          | 5 maart 2014                                | Oostenrijk – Uruguay                        | 1 – 1                                       | Vriendschappelijk                           |                                             |                                             |
| 43                                          | 4 juni 2014                                 | Uruguay – Slovenië                          | 2 – 0                                       | Vriendschappelijk                           |                                             |                                             |
| 44                                          | 14 juni 2014                                | Uruguay – Costa Rica                        | 1 – 3                                       | WK 2014                                     |                                             |                                             |
| 45                                          | 19 juni 2014                                | Uruguay – Engeland                          | 2 – 1                                       | WK 2014                                     |                                             |                                             |
| 46                                          | 24 juni 2014                                | Italië – Uruguay                            | 0 – 1                                       | WK 2014                                     |                                             |                                             |
| 47                                          | 28 juni 2014                                | Colombia – Uruguay                          | 2 – 0                                       | WK 2014                                     |                                             |                                             |
| 48                                          | 5 september 2014                            | Japan – Uruguay                             | 0 – 2                                       | Vriendschappelijk                           |                                             |                                             |
| 49                                          | 18 november 2014                            | Chili – Uruguay                             | 1 – 2                                       | Vriendschappelijk                           | 80'                                         |                                             |
| Als speler bij Torino                       |                                             |                                             |                                             |                                             |                                             |                                             |
| 50                                          | 28 maart 2015                               | Marokko – Uruguay                           | 0 – 1                                       | Vriendschappelijk                           |                                             |                                             |
| 51                                          | 6 juni 2015                                 | Uruguay – Guatemala                         | 5 – 1                                       | Vriendschappelijk                           |                                             |                                             |
| 52                                          | 13 juni 2015                                | Uruguay – Jamaica                           | 1 – 0                                       | Copa América 2015                           |                                             |                                             |
| 53                                          | 16 juni 2015                                | Argentinië – Uruguay                        | 1 – 0                                       | Copa América 2015                           |                                             |                                             |
| 54                                          | 20 juni 2015                                | Uruguay – Paraguay                          | 1 – 1                                       | Copa América 2015                           |                                             |                                             |
| 55                                          | 24 juni 2015                                | Chili – Uruguay                             | 1 – 0                                       | Copa América 2015                           |                                             |                                             |
| Als speler bij Atlas Guadalajara            |                                             |                                             |                                             |                                             |                                             |                                             |
| 56                                          | 4 september 2015                            | Panama – Uruguay                            | 0 – 1                                       | Vriendschappelijk                           |                                             |                                             |
| 57                                          | 8 september 2015                            | Costa Rica – Uruguay                        | 1 – 0                                       | Vriendschappelijk                           |                                             |                                             |
| 58                                          | 8 oktober 2015                              | Bolivia – Uruguay                           | 0 – 2                                       | WK 2018 kwalificatie                        |                                             |                                             |
| 59                                          | 13 oktober 2015                             | Uruguay – Colombia                          | 3 – 0                                       | WK 2018 kwalificatie                        |                                             |                                             |
| 60                                          | 12 november 2015                            | Ecuador – Uruguay                           | 2 – 1                                       | WK 2018 kwalificatie                        |                                             |                                             |
| 61                                          | 26 maart 2016                               | Brazilië – Uruguay                          | 2 – 2                                       | WK 2018 kwalificatie                        |                                             |                                             |
| 62                                          | 29 maart 2016                               | Uruguay – Peru                              | 1 – 0                                       | WK 2018 kwalificatie                        |                                             |                                             |
| 63                                          | 27 mei 2016                                 | Uruguay – Trinidad en Tobago                | 3 – 1                                       | Vriendschappelijk                           |                                             |                                             |
| 64                                          | 5 juni 2016                                 | Mexico – Uruguay                            | 3 – 1                                       | Copa América Centenario                     |                                             |                                             |
| 65                                          | 9 juni 2016                                 | Uruguay – Venezuela                         | 0 – 1                                       | Copa América Centenario                     |                                             |                                             |
| 66                                          | 13 juni 2016                                | Uruguay – Jamaica                           | 3 – 0                                       | Copa América Centenario                     |                                             |                                             |
| Als speler bij Club Nacional                |                                             |                                             |                                             |                                             |                                             |                                             |
| 67                                          | 15 november 2016                            | Chili – Uruguay                             | 3 – 1                                       | WK 2018 kwalificatie                        |                                             |                                             |
| 68                                          | 28 maart 2017                               | Peru – Uruguay                              | 2 – 1                                       | WK 2018 kwalificatie                        |                                             |                                             |
| 69                                          | 4 juni 2017                                 | Ierland – Uruguay                           | 3 – 1                                       | Vriendschappelijk                           |                                             |                                             |
| 70                                          | 7 juni 2017                                 | Italië – Uruguay                            | 3 – 0                                       | Vriendschappelijk                           |                                             |                                             |
| 71                                          | 31 augustus 2017                            | Uruguay – Argentinië                        | 0 – 0                                       | WK 2018 kwalificatie                        |                                             |                                             |
| 72                                          | 5 oktober 2017                              | Venezuela – Uruguay                         | 0 – 0                                       | WK 2018 kwalificatie                        |                                             |                                             |

## Erelijst
| Competitie                          |              |              |              |              |
| Competitie                          | Aantal       | Jaren        |              |              |
| Boca Juniors                        | Boca Juniors | Boca Juniors | Boca Juniors | Boca Juniors |
| ----------------------------------- | ------------ | ------------ | ------------ | ------------ |
| Recopa Sudamericana                 | 1            | 2008         |              |              |
| Primera División (Winnaar Apertura) | 1            | 2008         |              |              |
| Lazio                               |              |              |              |              |
| Coppa Italia                        | 1            | 2012/13      |              |              |
| Uruguay                             |              |              |              |              |
| Copa América                        | 1            | 2011         |              |              |